# Malou Prytz
Malou Trasthe Prytz (Ryd, 6 marzo 2003) è una cantante svedese.

## Biografia
Originaria del sud della Svezia, Malou Prytz ha partecipato alla cinquantanovesima edizione del Melodifestivalen, dove ha cantato I Do Me. Con questo si è classificata seconda nella seconda semifinale. Da qui è passata alla finale tenutasi a Stoccolma, seppur finenendo ultima con un totale di 35 punti ottenuti tra le giurie e il televoto. In seguito, lo stesso ha raggiunto la 10ª posizione nella Sverigetopplistan, ossia la classifica dei singoli nazionale. Il 28 giugno 2019 viene pubblicato il suo EP di debutto, Enter.

## Discografia

### EP
- 2019 – Enter

### Singoli
- 2019 – I Do Me
- 2019 – Left & Right
- 2019 – If It Ain't Love
- 2020 – Ballerina

#### Collaborazioni
- 2019 – All Good (Millé feat. Malou Prytz)